# Microsoft Windows 10のバージョン履歴/バージョン 1709
Microsoft Windows 10のバージョン履歴/バージョン 1709では、Microsoft Windows 10のバージョン履歴のうち、バージョン 1709の更新履歴について記述する。

## バージョン履歴
このバージョンのテスト期間中、Fast リングのユーザーを対象に「Skip Ahead」というオプションができ、これを選択すると、次期バージョンの開発がある程度進んだ段階で、そのリリースを待つことなく次々期バージョンのプレビュー版を受け取ることができるようになった。

このため以下の表において、Skip Aheadを含むFast リングの全ユーザーに配布されたバージョンについては単に「Fast リング」と表記し、Skip Aheadを選択しなかったFast リングユーザーのみに配布されたバージョンでは「Fast リング（通常のみ）」と表記する。
| Windows 10 バージョン 1709のプレビュービルド | Windows 10 バージョン 1709のプレビュービルド                                                             | Windows 10 バージョン 1709のプレビュービルド |
| OS ビルド ブランチ                           | リリース日                                                                                               | 概要・新機能 |
| -------------------------------------------- | --- | --- |
| 16170.1000 rs_prerelease                     | Fast リング: 2017年4月7日                                                                                | - Windows OneCore の全般的・構造的改善 - Windows Insider Program for Business 開始 |
| 16176.1000 rs_prerelease                     | Fast リング: 2017年4月14日                                                                               | - Windows Subsystem for Linuxにおいてシリアルポートをサポート |
| 16179.1000 rs_prerelease                     | Fast リング: 2017年4月19日                                                                               | - Hyper-Vに元に戻す(Revert)機能を追加 - CPUの消費電力を削減するパワースロットリング機能(仮称)が規定で有効化                                                                                   |
| 16184.1001 rs_prerelease                     | Fast リング: 2017年4月28日                                                                               | - Peopleにタスクバー常駐機能「My People」を追加 - メール、カレンダーの一部機能がGMailアカウントに対応                                                                                         |
| 16188.1000 rs_prerelease                     | Fast リング: 2017年5月4日                                                                                | - EdgeにPDFフォーム機能、PDF注釈機能などを追加 - Windows Defender に Edgeアプリのガード機能追加 - 拡大鏡のUIを刷新                                                                            |
| 16193.1001 rs_prerelease                     | Fast リング: 2017年5月11日                                                                               | - パワースロットリング機能の更新 - 音量ミキサーにおいて個々のUWPアプリケーションをサポート |
| 16199.1000 rs_prerelease                     | Fast リング: 2017年5月17日                                                                               | - My People からお気に入りの人をタスクバーに配置可能に - 設定アプリにシステムヘルス表示を追加 - 設定アプリにTIPS及び動画を追加                                                                |
| 16215.1000 rs_prerelease                     | Fast リング: 2017年6月8日                                                                                | - スタート及びアクションセンターのUIに「Fluent Design System」を採用 - Microsoft Edgeの機能強化 - 手書き入力機能強化 - 日本語フォント「UDデジタル教科書体」数種追加                           |
| 16226.1000 rs_prerelease                     | Fast リング: 2017年6月21日                                                                               | - Microsoft Edgeの機能強化 - タッチキーボードの機能強化 - サウンド機能の強化 - タスクマネージャーのパフォーマンス項目にGPU追加                                                                |
| 16232.1004 rs_prerelease                     | Fast リング: 2017年7月6日                                                                                | - Windows Defender Application Guard (WDAG) の改善 |
| 16237.1001 rs_prerelease                     | Fast リング: 2017年7月7日                                                                                | - Microsoft Edgeの機能強化 - ドック・アンドックなどでディスプレイ構成が変更された場合のDPI調整の即時化 - 通知とアクションセンターの改善                                                       |
| 16241.1001 rs_prerelease                     | Fast リング: 2017年7月13日                                                                               | - ロック画面にPINコードやパスワードのリセット機能を追加 - Mixed Reality 機能に多数の改善 - 「Ubuntu Linux Distro」 (Canonical Group Ltd) をストアアプリとして配信開始                         |
| 16251.0 rs3_release                          | Fast リング: 2017年7月26日 Slow リング: 2017年8月2日                                                     | - スマートフォン(Windows,iOS,Android)とのアプリケーション連携機能追加 - shutdownコマンドに次回起動時アプリケーション再起動機能追加 - WIPBの更新を次のリリースビルドまでスキップする機能の追加 |
| 16257.1 rs3_release                          | Fast リング: 2017年8月2日                                                                                | - 視線入力機能（ベータ版）を追加 - コマンドプロンプトにおいてトゥルーカラーをサポート |
| 16273.1000 rs3_release                       | Fast リング: 2017年8月23日                                                                               | - 書体可変フォント「Bahnschrift font」の導入 - Windowsシェルの多数の改良 - 多数のバグ修正 |
| 16275.1000 rs3_release                       | Fast リング: 2017年8月25日                                                                               | - 主にバグ修正 |
| 16278.1000 rs3_release                       | Fast リング: 2017年8月29日 Slow リング: 2017年9月1日                                                     | - 主にバグ修正 - Skip Ahead選択ユーザーは8月31日よりバージョン 1803のプレビュー版へ移行。 |
| 16281.1000 rs3_release                       | Fast リング（通常のみ）: 2017年9月1日                                                                    | - 主にバグ修正 |
| 16288.1 rs3_release                          | Fast リング（通常のみ）: 2017年9月12日 Slow リング: 2017年9月15日                                        | - 主にバグ修正 |
| 16291.0 rs3_release                          | Fast リング（通常のみ）: 2017年9月19日 Slow リング: 2017年9月22日                                        | - モバイル版Cortanaでの作業をPCで再開可能に - その他バグ修正 |
| 16294.1 rs3_release                          | Fast リング（通常のみ）: 2017年9月20日                                                                   | - 主にバグ修正 |
| 16296.0 rs3_release                          | Fast リング（通常のみ）: 2017年9月22日 Slow リング: 2017年9月26日                                        | - 主にバグ修正 |
| 16299.0                                      | Fast リング（通常のみ）: 2017年9月26日 Slow リング: 2017年9月28日                                        | - 主にバグ修正 |
| 16299.15                                     | Fast リング（通常のみ）: 2017年10月2日 Slow リング: 2017年10月4日 Release Preview リング: 2017年10月11日 | - 主にバグ修正 - 通常版Fast リングは10月13日よりバージョン 1803のプレビュー版に移行したため、このビルドがバージョン 1709の最後の配信となった。                                                |

| Windows 10 バージョン 1709の公開後の更新 | Windows 10 バージョン 1709の公開後の更新 | Windows 10 バージョン 1709の公開後の更新                                                        | Windows 10 バージョン 1709の公開後の更新 |
| OS ビルド                                | KB番号                                   | リリース日                                                                                      | 概要 |
| ---------------------------------------- | ---------------------------------------- | ----------------------------------------------------------------------------------------------- | --- |
| 16299.19                                 | KB4043961                                | Slow リング: 2017年10月13日 Release Preview リング: 2017年10月13日 一般リリース: 2017年10月17日 | - さらなるバグの修正 - Slow リングは11月1日よりバージョン 1803のプレビュー版に移行したため、このビルドがバージョン 1709の最後の配信となった。                                                                                               |
| 16299.64                                 | KB4048955                                | Release Preview リング: 2017年11月14日 一般リリース: 2017年11月14日                             | - 品質の向上とセキュリティの強化 |
| 16299.98                                 | KB4051963                                | Release Preview リング: 2017年11月30日 一般リリース: 2017年11月30日                             | - 品質の向上 |
| 16299.125                                | KB4054517                                | Release Preview リング: 2017年12月12日 一般リリース: 2017年12月12日                             | - 品質の向上とセキュリティの強化 |
| 16299.192                                | KB4056892                                | Release Preview リング: 2018年1月3日 一般リリース: 2018年1月3日                                 | - 品質の向上とセキュリティの強化 |
| 16299.201                                | KB4073291                                | Release Preview リング: 2018年1月18日 一般リリース: 2018年1月18日                               | - 品質の向上 |
| 16299.214                                | KB4058258                                | Release Preview リング: 2018年1月31日 一般リリース: 2018年1月31日                               | - 品質の向上 |
| 16299.248                                | KB4074588                                | Release Preview リング: 2018年2月13日 一般リリース: 2018年2月13日                               | - 品質の向上とセキュリティの強化 |
| 16299.251                                | KB4090913                                | Release Preview リング: 2018年3月5日 一般リリース: 2018年3月5日                                 | - 品質の向上 |
| 16299.309                                | KB4088776                                | Release Preview リング: 2018年3月13日 一般リリース: 2018年3月13日                               | - 品質の向上とセキュリティの強化 |
| 16299.334                                | KB4089848                                | Release Preview リング: 2018年3月22日 一般リリース: 2018年3月22日                               | - 品質の向上 |
| 16299.371                                | KB4093112                                | 一般リリース: 2018年4月10日                                                                     | - 品質の向上とセキュリティの強化 |
| 16299.402                                | KB4093105                                | 一般リリース: 2018年4月23日                                                                     | - 品質の向上 |
| 16299.431                                | KB4103727                                | 一般リリース: 2018年5月8日                                                                      | - 品質の向上とセキュリティの強化 |
| 16299.461                                | KB4103714                                | 一般リリース: 2018年5月21日                                                                     | - 品質の向上 |
| 16299.492                                | KB4284819                                | 一般リリース: 2018年6月12日                                                                     | - 品質の向上とセキュリティの強化 |
| 16299.522                                | KB4284822                                | 一般リリース: 2018年6月21日                                                                     | - 品質の向上 |
| 16299.547                                | KB4338825                                | 一般リリース: 2018年7月10日                                                                     | - 品質の向上とセキュリティの強化 |
| 16299.551                                | KB4345420                                | 一般リリース: 2018年7月16日                                                                     | - 品質の向上 |
| 16299.579                                | KB4338817                                | 一般リリース: 2018年7月24日                                                                     | - 品質の向上 |
| 16299.611                                | KB4343897                                | 一般リリース: 2018年8月14日                                                                     | - 品質の向上とセキュリティの強化 |
| 16299.637                                | KB4343893                                | 一般リリース: 2018年8月30日                                                                     | - 品質の向上 |
| 16299.665                                | KB4457142                                | 一般リリース: 2018年9月11日                                                                     | - 品質の向上とセキュリティの強化 |
| 16299.666                                | KB4464217                                | 一般リリース: 2018年9月17日                                                                     | - 品質の向上 |
| 16299.699                                | KB4457136                                | 一般リリース: 2018年9月26日                                                                     | - 品質の向上 |
| 16299.726                                | KB4462918                                | 一般リリース: 2018年10月9日                                                                     | - 品質の向上とセキュリティの強化 |
| 16299.755                                | KB4462932                                | 一般リリース: 2018年10月18日                                                                    | - 品質の向上 |
| 16299.785                                | KB4467686                                | 一般リリース: 2018年11月13日                                                                    | - 品質の向上とセキュリティの強化 |
| 16299.820                                | KB4467681                                | 一般リリース: 2018年11月27日                                                                    | - 品質の向上 |
| 16299.846                                | KB4471329                                | 一般リリース: 2018年12月11日                                                                    | - 品質の向上とセキュリティの強化 |
| 16299.847                                | KB4483232                                | 一般リリース: 2018年12月19日                                                                    | - 品質の向上 |
| 16299.904                                | KB4480978                                | 一般リリース: 2019年1月8日                                                                      | - 品質の向上とセキュリティの強化 |
| 16299.936                                | KB4480967                                | 一般リリース: 2019年1月15日                                                                     | - 品質の向上 |
| 16299.967                                | KB4486996                                | 一般リリース: 2019年2月12日                                                                     | - 品質の向上とセキュリティの強化 |
| 16299.1004                               | KB4487021                                | 一般リリース: 2019年2月19日                                                                     | - 品質の向上 |
| 16299.1029                               | KB4489886                                | 一般リリース: 2019年3月12日                                                                     | - 品質の向上とセキュリティの強化 |
| 16299.1059                               | KB4489890                                | 一般リリース: 2019年3月19日                                                                     | - 品質の向上 |
| 16299.1087                               | KB4493441                                | 一般リリース: 2019年4月9日                                                                      | - 品質の向上とセキュリティの強化 - このビルドをもって、Home エディションおよびPro エディションにおけるバージョン 1709のサポートは終了した。                                                                                                 |
| 16299.1127                               | KB4493440                                | 一般リリース: 2019年4月25日                                                                     | Enterprise エディションおよびEducation エディション限定の更新 - 品質の向上 |
| 16299.1146                               | KB4499179                                | 一般リリース: 2019年5月14日                                                                     | Enterprise エディションおよびEducation エディション限定の更新 - 品質の向上とセキュリティの強化 |
| 16299.1150                               | KB4505062                                | 一般リリース: 2019年5月19日                                                                     | Enterprise エディションおよびEducation エディション限定の更新 - 品質の向上 |
| 16299.1182                               | KB4499147                                | 一般リリース: 2019年5月28日                                                                     | Enterprise エディションおよびEducation エディション限定の更新 - 品質の向上 |
| 16299.1217                               | KB4503284                                | 一般リリース: 2019年6月11日                                                                     | Enterprise エディションおよびEducation エディション限定の更新 - 品質の向上とセキュリティの強化 |
| 16299.1237                               | KB4503281                                | 一般リリース: 2019年6月18日                                                                     | Enterprise エディションおよびEducation エディション限定の更新 - 品質の向上 |
| 16299.1239                               | KB4509477                                | 一般リリース: 2019年6月26日                                                                     | Enterprise エディションおよびEducation エディション限定の更新 - 品質の向上 |
| 16299.1268                               | KB4507455                                | 一般リリース: 2019年7月9日                                                                      | Enterprise エディションおよびEducation エディション限定の更新 - 品質の向上とセキュリティの強化 |
| 16299.1296                               | KB4507465                                | 一般リリース: 2019年7月16日                                                                     | Enterprise エディションおよびEducation エディション限定の更新 - 品質の向上 |
| 16299.1331                               | KB4512516                                | 一般リリース: 2019年8月13日                                                                     | Enterprise エディションおよびEducation エディション限定の更新 - 品質の向上とセキュリティの強化 |
| 16299.1365                               | KB4512494                                | 一般リリース: 2019年8月16日                                                                     | Enterprise エディションおよびEducation エディション限定の更新 - 品質の向上 |
| 16299.1387                               | KB4516066                                | 一般リリース: 2019年9月10日                                                                     | Enterprise エディションおよびEducation エディション限定の更新 - 品質の向上とセキュリティの強化 |
| 16299.1392                               | KB4522012                                | 一般リリース: 2019年9月23日                                                                     | Enterprise エディションおよびEducation エディション限定の更新 - 品質の向上 |
| 16299.1420                               | KB4516071                                | 一般リリース: 2019年9月24日                                                                     | Enterprise エディションおよびEducation エディション限定の更新 - 品質の向上 |
| 16299.1421                               | KB4524150                                | 一般リリース: 2019年10月3日                                                                     | Enterprise エディションおよびEducation エディション限定の更新 - 品質の向上 |
| 16299.1451                               | KB4520004                                | 一般リリース: 2019年10月8日                                                                     | Enterprise エディションおよびEducation エディション限定の更新 - 品質の向上とセキュリティの強化 |
| 16299.1481                               | KB4520006                                | 一般リリース: 2019年10月15日                                                                    | Enterprise エディションおよびEducation エディション限定の更新 - 品質の向上 |
| 16299.1508                               | KB4525241                                | 一般リリース: 2019年11月12日                                                                    | Enterprise エディションおよびEducation エディション限定の更新 - 品質の向上とセキュリティの強化 |
| 16299.1565                               | KB4530714                                | 一般リリース: 2019年12月10日                                                                    | Enterprise エディションおよびEducation エディション限定の更新 - 品質の向上とセキュリティの強化 |
| 16299.1625                               | KB4534276                                | 一般リリース: 2020年1月14日                                                                     | Enterprise エディションおよびEducation エディション限定の更新 - 品質の向上とセキュリティの強化 |
| 16299.1654                               | KB4534318                                | 一般リリース: 2020年1月23日                                                                     | Enterprise エディションおよびEducation エディション限定の更新 - 品質の向上 |
| 16299.1686                               | KB4537789                                | 一般リリース: 2020年2月11日                                                                     | Enterprise エディションおよびEducation エディション限定の更新 - 品質の向上とセキュリティの強化 |
| 16299.1717                               | KB4537816                                | 一般リリース: 2020年2月25日                                                                     | Enterprise エディションおよびEducation エディション限定の更新 - 品質の向上 |
| 16299.1747                               | KB4540681                                | 一般リリース: 2020年3月10日                                                                     | Enterprise エディションおよびEducation エディション限定の更新 - 品質の向上とセキュリティの強化 |
| 16299.1775                               | KB4541330                                | 一般リリース: 2020年3月17日                                                                     | Enterprise エディションおよびEducation エディション限定の更新 - 品質の向上 |
| 16299.1806                               | KB4550927                                | 一般リリース: 2020年4月14日                                                                     | Enterprise エディションおよびEducation エディション限定の更新 - 品質の向上とセキュリティの強化 |
| 16299.1868                               | KB4556812                                | 一般リリース: 2020年5月12日                                                                     | Enterprise エディションおよびEducation エディション限定の更新 - 品質の向上とセキュリティの強化 |
| 16299.1932                               | KB4561602                                | 一般リリース: 2020年6月9日                                                                      | Enterprise エディションおよびEducation エディション限定の更新 - 品質の向上とセキュリティの強化 |
| 16299.1937                               | KB4567515                                | 一般リリース: 2020年6月18日                                                                     | Enterprise エディションおよびEducation エディション限定の更新 - 品質の向上 |
| 16299.1992                               | KB4565508                                | 一般リリース: 2020年7月14日                                                                     | Enterprise エディションおよびEducation エディション限定の更新 - 品質の向上とセキュリティの強化 |
| 16299.2045                               | KB4571741                                | 一般リリース: 2020年8月11日                                                                     | Enterprise エディションおよびEducation エディション限定の更新 - 品質の向上とセキュリティの強化 |
| 16299.2107                               | KB4577041                                | 一般リリース: 2020年9月8日                                                                      | Enterprise エディションおよびEducation エディション限定の更新 - 品質の向上とセキュリティの強化 |
| 16299.2166                               | KB4580328                                | 一般リリース: 2020年10月13日                                                                    | Enterprise エディションおよびEducation エディション限定の更新 - 品質の向上とセキュリティの強化 - このビルドをもって、Enterprise エディションおよびEducation エディションを含む全エディションで、バージョン 1709のサポートが完全に終了した。 |